# Ranoidea impura
Ranoidea impura – gatunek płaza bezogonowego z podrodziny Pelodryadinae w rodzinie rzekotkowatych (Hylidae). Jest endemitem Nowej Gwinei zamieszkującym tereny otwarte.

## Występowanie
To endemiczne zwierzę żyje na południowym wschodzie Nowej Gwinei, w części wyspy należącej do Papui-Nowej Gwinei.
Płaz występuje na terenach położonych nie wyżej niż 1100 metrów nad poziomem morza, ale generalnie jest gatunkiem nizinnym.
Nie zasiedla on lasów, jak większość rzekotkowatych, a zamiast tego preferuje tereny otwarte, zwłaszcza sawanny terenów przybrzeżnych.

## Rozmnażanie
Rozród przebiega w zbiornikach wody stojącej.

## Status
Wydaje się, że gatunek jest pospolity, a trend liczebności jego populacji – stabilny.
Obecnie raczej nie istnieją poważne zagrożenia dla gatunku, jego środowisko nie podlega degradacji. Jest to o tyle istotne, że nie zanotowano obecności przedstawicieli tegoż gatunku w obrębie żadnego obszaru podlegającego ochronie.